# 노지선
노지선(1998년 11월 23일~)은 대한민국의 가수로, 걸그룹 fromis_9의 멤버이다.

## 생애
2016년 뮤직웍스 연습생 출신이다. 2017년 엠넷 오디션 프로그램 《아이돌학교》에 출연해 최종 우승을 기록했고, 2018년 1월 24일 《To. Heart》로 'fromis_9'의 데뷔 멤버가 되었다.

## 학력
- 연촌초등학교 (졸업)
- 하계중학교 (중퇴)
- 대진여자고등학교 (중퇴)

## 출연작

### 예능
| 연도 | 방송사  | 제목                                    | 역할   | 비고                           |
| ---- | ------- | --------------------------------------- | ------ | ------------------------------ |
| 2017 | 엠넷    | 《아이돌학교》                          | 참가자 | 우승                           |
| 2019 | MBC     | 《마이 리틀 텔레비전 V2》               | 게스트 | 5월 10일 ~ 5월 17일 - 7회, 8회 |
| 2019 | MBC     | 《2019 추석특집 아이돌스타 선수권대회》 | 참가자 | 9월 12일 - 멍 때리기 종목 출전 |
| 2020 | SBS     | 《맛남의 광장》                         | 게스트 | 12월 3일 방송분 출연           |
| 2022 | 채널S   | 《김구라의 라떼9》                      | 게스트 | 6월 8일 (8회)                  |
| 2022 | SBS F!L | 《아이돌 사생대회》                     | 게스트 | 10월 4일 (3회)                 |